# Christian Jacob

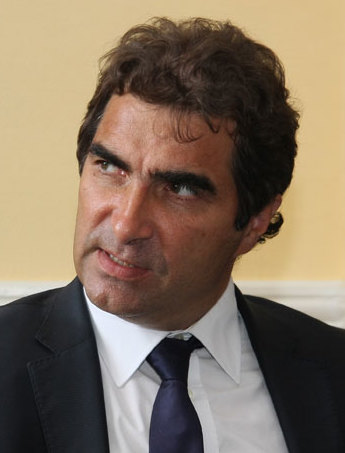
Christian Jacob (2011)

Christian Jacob (* 4. Dezember 1959 in Rozay-en-Brie, Département Seine-et-Marne) ist ein französischer Politiker. Vom 14. Oktober 2019 bis 30. Juni 2022 war er Vorsitzender der konservativen Partei Les Républicains.

## Leben und politische Karriere
Jacob ist gelernter Landwirt und führte einen Milchviehbetrieb in der Region Brie. Er engagierte sich in verschiedenen Organen der Interessenvertretung der Landwirte auf lokaler, departementaler, regionaler und schließlich nationaler Ebene. Im Conseil économique et social war er von 1994 bis 1996 Vorsitzender des Ausschusses für Landwirtschaft und ländliche Entwicklung. Als Mitglied des gaullistischen Rassemblement pour la République war er von 1994 bis 1997 Mitglied des Europäischen Parlaments. Er hatte dort ebenfalls den Vorsitz im Ausschuss für Landwirtschaft und ländliche Entwicklung und war 1995–96 Vorstandsmitglied der Fraktion Union für Europa. 1995 wurde er in den Gemeinderat seines Heimatdorfes Vaudoy-en-Brie im Département Seine-et-Marne gewählt, dem er bis 2001 angehörte.
Nach dem Rücktritt Alain Peyrefittes von seinem Sitz in der Nationalversammlung, wurde Jacob im Dezember 1995 zu dessen Nachfolger gewählt und vertritt seither den 4. Wahlkreis von Seine-et-Marne (mit Unterbrechung, als er Minister war). Von 1995 bis 1997 gehörte er dem Exekutivausschuss seiner Partei RPR an, von 1998 bis 1999 war er ihr Generaldelegierter für Agrarpolitik, von 1998 bis 2002 Vorsitzender des Parteiverbands im Département Seine-et-Marne. 2001 wurde er zum Bürgermeister der Kleinstadt Provins gewählt.
Das Amt legte er jedoch nach einem Jahr nieder, als er im Juni 2002 zum beigeordneten Minister für Familienpolitik im Kabinett Raffarin II ernannt wurde. Nach der Regierungsumbildung Ende März 2004 war Jacob bis Mai 2005 beigeordneter Minister für kleine und mittelständische Unternehmen, Handel, Handwerk, freie Berufe und Verbraucher (unter Wirtschaftsminister Nicolas Sarkozy) im Kabinett Raffarin III. Danach war er bis Mai 2007 Minister für den öffentlichen Dienst im Kabinett de Villepin. Nach seinem Ausscheiden aus der Regierung war Jacob wieder Abgeordneter und Bürgermeister von Provins (bis 2017). Von 2004 bis 2017 war er zudem Präsident des Gemeindeverbands Communauté de communes du Provinois, zu dem die Stadt Provins und umliegende Gemeinden gehören. In der Nationalversammlung hatte er 2009–2010 den Vorsitz im Ausschuss für nachhaltige Entwicklung und Raumplanung.
Im November 2010 wurde er Vorsitzender der UMP-Fraktion in der Nationalversammlung. In dieser Position bezeichnete er die Verabschiedung des Gesetzes zur Bekämpfung der Leugnung der Existenz gesetzlich anerkannter Völkermorde im Dezember 2011 als „eine gute parlamentarische Arbeit“ (französisch bon travail parlementaire). Hinsichtlich des Gesetzes zur gleichgeschlechtlichen Ehe erklärte er im November 2012, dieses müsse künftig aufgehoben werden, falls es in Kraft trete. Er stellte fest, dass man in einer immer individualistischeren Gesellschaft lebe und hegte Zweifel, dass es modern sei, „sich an der Stütze der Familie zu vergehen“ (französisch s’en prendre au socle de la famille).
Bei der Vorwahl der Partei Les Républicains (Nachfolgerin der UMP) zur Bestimmung eines Präsidentschaftskandidaten für die Wahl 2017 sprach sich Jacob für Nicolas Sarkozy aus, der jedoch François Fillon unterlag. Anschließend war Jacob Koordinator der Wahlkampagne Fillons. Beim Mitgliedervotum der Républicains im Oktober 2019 wurde er mit 62,6 % der Stimmen zum Parteivorsitzenden gewählt. Unter Jacobs Führung erfolgte eine Abkehr der Partei vom scharfen Rechtskurs seines Vorgängers Laurent Wauquiez.